# Fernando Rivas
Fernando Enrique Rivas Inostroza (Santiago de Chile, 25 de marzo de 1964) es un académico y periodista chileno.

## Biografía
Nació el 25 de marzo de 1964 en Santiago de Chile. Cursó sus primeros estudios en la Escuela Coeducacional N.° 37 de Puente Alto, completando su enseñanza media en el Instituto Nacional General José Miguel Carrera en 1979.
En 1980 ingresa a la Escuela de Periodismo de la Universidad de Chile, titulándose como periodista en 1985. Realizó un magíster en historia en la Pontificia Universidad Católica de Valparaíso, el que completó en 2001. En 2003, en tanto, cursó un diplomado en relaciones internacionales, en la Universidad de Viña del Mar. En 2014 obtuvo un doctorado en historia por la Universidad de Chile.
Ejerció la docencia, primeramente, en la Universidad de Viña del Mar, como profesor de radio entre 1994 y 1997, y luego entre 2000 y 2003 en cátedras de introducción al periodismo y talleres de entrevista y redacción. En 1995 ingresa a la Escuela de Periodismo de la Pontificia Universidad Católica de Valparaíso, donde fue director en la década de 2010 y es profesor de jornada completa desde 2004. En el año 2000, fue profesor de redacción y técnica periodística en la Universidad de La Serena. Entre 2015 y 2018 fue director suplente de Federación Latinoamericana de Facultades de Comunicación Social (FELAFACS), Región Cono Sur.

### Carrera periodística
En 1985 inició su carrera como periodista en la radio Estrella del Mar en Ancud, donde laboró dos años. Entre 1987 y 2003 fue periodista de El Mercurio de Valparaíso, en el que se desempeñó como editor y jefe de varias secciones, entre ellas la sección de Internet —entre 2000 y su salida del matutino—.